# Рено, Марсель (гребец)
Марсе́ль Викто́р Альси́д Рено́ (фр. Marcel Victor Alcide Renaud; 27 мая 1926, Париж — 5 декабря 2016, Бурж) — французский гребец, в различных гребных дисциплинах выступал за сборную Франции в конце 1940-х — середине 1950-х годов. Серебряный призёр летних Олимпийских игр в Мельбурне, чемпион мира по гребному слалому, бронзовый призёр чемпионата мира по гребле на гладкой воде, победитель регат национального и международного значения.

## Биография
Рос в спортивной семье, в частности его дядя Морис был довольно известным велогонщиком, участвовал в командной гонке преследования на Олимпийских играх в Париже (1924), заняв там четвёртое место.
Начинал профессиональную карьеру в гребном слаломе, первого серьёзного успеха на взрослом международном уровне добился в 1949 году, когда попал в основной состав французской национальной сборной и побывал на чемпионате мира по гребному слалому в швейцарской Женеве, откуда привёз награду золотого достоинства, выигранную в командной дисциплине каноэ-одиночек. Несмотря на успех в слаломе, впоследствии сделал выбор в пользу гребли на байдарках и каноэ на гладкой воде.
Благодаря череде удачных выступлений удостоился права защищать честь страны на летних Олимпийских играх 1952 года в Хельсинки — участвовал здесь в программе двухместных байдарок на дистанции 1000 метров, благополучно дошёл до финальной стадии турнира, но в решающем заезде финишировал лишь шестым.
В 1954 году он выступил на домашнем чемпионате мира в Маконе, где стал бронзовым призёром в гонке четырёхместных байдарок на километровой дистанции. Будучи одним из лидеров гребной национальной команды Франции, успешно прошёл квалификацию на Олимпийские игры 1956 года в Мельбурне — вместе с напарником Жоржем Дрансаром завоевал серебряную медаль в зачёте каноэ-двоек на десяти километрах, уступив в финале лишь экипажу из СССР. Кроме того, с тем же Дрансаром участвовал в гонке каноэ-двоек на тысяче метрах, показав в финале четвёртый результат.
Вскоре после мельбурнской Олимпиады принял решение завершить карьеру профессионального спортсмена и перешёл на тренерскую работу. Его сыновья Эрик и Филипп пошли по стопам отца и тоже добились успехов в гребле на байдарках и каноэ, тоже имеют в послужном списке бронзовые олимпийские медали.